# Великан
 Тази статия е за митологичните същества.  За селото в Южна България вижте Великан (село).  
Великаните са разпространени в почти всички световни митологии. Обикновено са кръвожадни чудовища, врагове на боговете. Имат огромна сила и грамаден ръст.

## В гръцката митология
В гръцката митология има титани и гиганти. Първите са синове на Уран и Гея, под ръководството на Кронос завзели власт над света. Властването над земята вероятно било деспотично и кърваво. Кронос се страхувал да не би да бъде свален от властта и затова поглъщал децата си. Но съпругата му Рея укрила Зевс, най-малкия син на Кронос на остров Крит. Когато той възмъжал принудил Кронос да освободи зевсовите братя и сестри. Когато това станало започнала титаномахията – десетгодишната война между богове и титани. Боговете надвили едва когато повикали на помощ други великани – циклопите и хекатонхейрите. След като титаните били победени, били хвърлени в мрачния Тартар – място на вечен мрак. Гея не се примирала с тежката участ на децата си и родила стоглавия дракон Тифон, за да накаже боговете. След като той се провалил тя настроила срещу боговете и гигантите. Само смъртен можел да ги убие. Затова боговете повикали на помощ Херкулес. Благодарение на него, боговете избили гигантите.
Хекатонхейрите били поставени от Зевс да пазят достъпа до Тартар.
Циклопите изковали мълниите на Зевс и тризъбеца на Посейдон. Но постепенно се отделили от боговете, подивели и макар да запазили ковашките си способности се превърнали в овчари, а при възможност – човекоядци.

## В скандинавската митология
В скандинавската митология „Деветте свята“ са изградени от плътта, кръвта и костите на Имир – първия великан. Той е родоначалник на снежните великани – противници на боговете, от които после произлизат ледените великани – едни от най-големите противници на боговете. Освен ледени великани в скандинавската митология има огнени великани, морски великани, планински великани и тролове. Повечето от тях са противници на боговете, но има и случаи на съюзи и бракосъчетания между великани и богове.

## В други митологии
Великаните са сред най-разпространените персонажи в митовете, легендите, приказките. В ирландските митове се говори за фоморите – митичен великански народ, който загубил битка с народа на Туаха де Данаан. Повечето фомори били избити, други избягали.
Друг вид великани – човекоядните огри се срещат в приказките на голяма част от европейските народи. А според една британска легенда Фион Маккул откъснал парче от Ирландия в сражение и създал остров Ман.

## Други
На великана е наречена улица в квартал „Карпузица“ в София (Карта).